# Рівергед (містечко, Нью-Йорк)
Рівергед (англ. Riverhead) — місто (англ. town) в США, в окрузі Саффолк штату Нью-Йорк. Населення — 35 902 особи (2020).

## Демографія
Згідно з переписом 2010 року, у місті мешкало 33 506 осіб у 12 990 домогосподарствах у складі 8525 родин. Було 15424 помешкання
Расовий склад населення:
| - 82,7 % — білих - 7,7 % — чорних або афроамериканців - 1,1 % — азіатів - 0,3 % — корінних американців - 0,1 % — вихідців з тихоокеанських островів - 5,8 % — осіб інших рас |

До двох чи більше рас належало 2,2 %. Частка іспаномовних становила 13,9 % від усіх жителів.
За віковим діапазоном населення розподілялося таким чином: 20,4 % — особи молодші 18 років, 60,2 % — особи у віці 18—64 років, 19,4 % — особи у віці 65 років та старші. Медіана віку мешканця становила 44,1 року. На 100 осіб жіночої статі у місті припадало 99,0 чоловіків;  на 100 жінок у віці від 18 років та старших — 96,4 чоловіків також старших 18 років.
Середній дохід на одне домашнє господарство  становив 92 089 доларів США (медіана — 66 147), а середній дохід на одну сім'ю — 107 226 доларів (медіана — 83 663). Медіана доходів становила 61 591 долар для чоловіків та 45 868 доларів для жінок. За межею бідності перебувало 9,5 % осіб, у тому числі 13,4 % дітей у віці до 18 років та 6,7 % осіб у віці 65 років та старших.
Цивільне працевлаштоване населення становило 15 628 осіб. Основні галузі зайнятості: освіта, охорона здоров'я та соціальна допомога — 22,3 %, роздрібна торгівля — 17,7 %, науковці, спеціалісти, менеджери — 13,6 %, будівництво — 10,3 %.